# 光子
光子（、記号: γ）またはフォトン（英語: photon）は、光の粒子である。物理学における素粒子の一つであり、光を含む全ての電磁波の量子かつ電磁力の媒介粒子である。光量子（、英語: light quantum）とも呼ばれる。

## 概要
古代から、光の本性については「光の波動説」と「光の粒子説」の2つが存在し、長い間にわたって対立していた。19世紀末ごろに電磁場に対するマックスウェルの理論がハインリヒ・ヘルツによって検証され、光の波動説は確立された。しかし、光の波動性は黒体放射のエネルギー分布を説明することができなかった。そのため、マックス・プランクは物質のエネルギー吸収・放出の性質としてエネルギー量子の概念を発表した。
ドイツの物理学者のアルベルト・アインシュタインは、光の波動説を支持しつつ、新しい光の粒子説（光量子仮説）を主張した。
アメリカの物理化学者ギルバート・ニュートン・ルイスは古典的な光の粒子説を採用した上で、アインシュタインと同種の領域で内容的に異なる具体的な研究成果を上記研究に1年遅れて発表した。
それぞれ微妙に異なる光の本性に関する研究が平行していたが、第一次世界大戦を経た1920年代に入ると、アーサー・コンプトンによるコンプトン効果の研究に端を発して、1926年から1927年頃にかけて、それら二つの系統は光子（photon）という名称で一応の統一がなされた。
量子論では光子は「ボース粒子」と呼ばれる分類の量子である。

## 物理的性質
マイケルソン・モーリーの実験によれば、真空中の光速は c である。電磁波の放射圧は、単位時間単位面積当たりの光子の運動量の転移に由来する。
光子は常に真空中の光の速度と同じ速度で動く。
光線中の振動数 ν の光子に対して、以下のようにエネルギー ε と運動量 p を定義することができる。これは、外部光電効果とコンプトン効果の実験結果により確認されている。
{\displaystyle \epsilon =h\nu \;\;,\;\;p={\frac {h\nu }{c}}}
またルイスによれば、光子の静止質量 mrestは0である。
素粒子論における物理的性質
光子は電荷を持たない。質量はゼロであり、寿命は無い。光子は2次元の偏光状態を持つ。波数ベクトルの成分は、波長λとその伝播方向を決定する。光子は電磁気のゲージ粒子であり、そのため光子のその他の量子数（レプトン数、バリオン数、フレーバー量子数）はゼロである。
光子は様々な自然過程で放出される。例えば、あらゆる物体は熱放射により、常に光子を放出し続けている。また、電荷が加速されるとシンクロトロン放射を発する。分子、原子、原子核が低いエネルギー準位に遷移すると、赤外線からガンマ線まで様々なエネルギーの光子が放出される。粒子とその反粒子が対消滅する時にも光子が発生する（例えば電子-陽電子対消滅）。
光子は、周波数とは独立なスピン角運動量も運ぶ。スピンの大きさは{\displaystyle \scriptstyle {{\sqrt {2}}\hbar }}で、運動の方向に沿って測定される成分であるヘリシティーは±ħである。二つのヘリシティーの値は右巻き、左巻きと呼ばれ、光子の2つの円偏光の状態に対応する。
空間で粒子と反粒子が対消滅すると、少なくとも二つの光子が生成される。別の見方をした場合、光子は自身の反粒子と考えることもできる。逆過程の対生成は、ガンマ線等の高エネルギーの光子が物質の中を進む間にエネルギーを失う過程である。この過程は、原子核の電磁場で「一つの光子を生み出す対消滅」の逆過程である。

### 光子の質量に関する仮説
光子は、現在では厳密に質量ゼロと理解されているが、ごくわずかな質量をもつ可能性は残されている。もし光子の質量が厳密にゼロでなければ、光の速さは光速cよりも少しだけ遅くなるはずである。この場合、光速cは、全ての物体が理論的に超えられない最高速度ということになるが、相対性理論は影響されない。
光子に質量があると仮定すると、クーロンの法則が修正され、電磁場は余分な物理学的自由度を持つことになる。クーロンの法則が完全な真でなければ、外部電磁場に晒される中空導体の内部に電磁場が発生することになる。ただし、クーロンの法則は非常に高い確度を持つことが確認されており、もし光子に質量があるとしても、その上限は m ≲ 10−14 eV/c2の範囲である。
銀河の磁位ベクトルの効果を検出することで、さらに精度の良い上限値を得ることができる。銀河の磁場は非常に遠くまで届くため、その磁位ベクトルは巨大であるが、光子の質量がゼロであれば磁場のみが観測される。もし光子が質量を持てば、質量項は銀河のプラズマに影響を与えるはずである。そのような効果は検出されていないことから、光子の質量の上限はm < 3×10−27 eV/c2と示唆される。銀河の磁位ベクトルは、帯磁環のトルクを測定することで直接検出することが可能である。そのような方法を用いて、パーティクルデータグループにより10−18 eV/c2（原子質量単位の1.07×10-27倍に相当）という上限値が得られた。
銀河の磁位ベクトルを用いた質量上限の推定は、モデルに依存することが示されている。光子の質量がヒッグス機構によって生み出される場合は、クーロンの法則が正当化され、上限値はm ≲ 10−14 eV/c2となる。
超伝導体中の光子は、ゼロではない有効質量を持ち、その結果、電磁力の届く範囲は超伝導体中の短い範囲になる。

## 歴史的発展

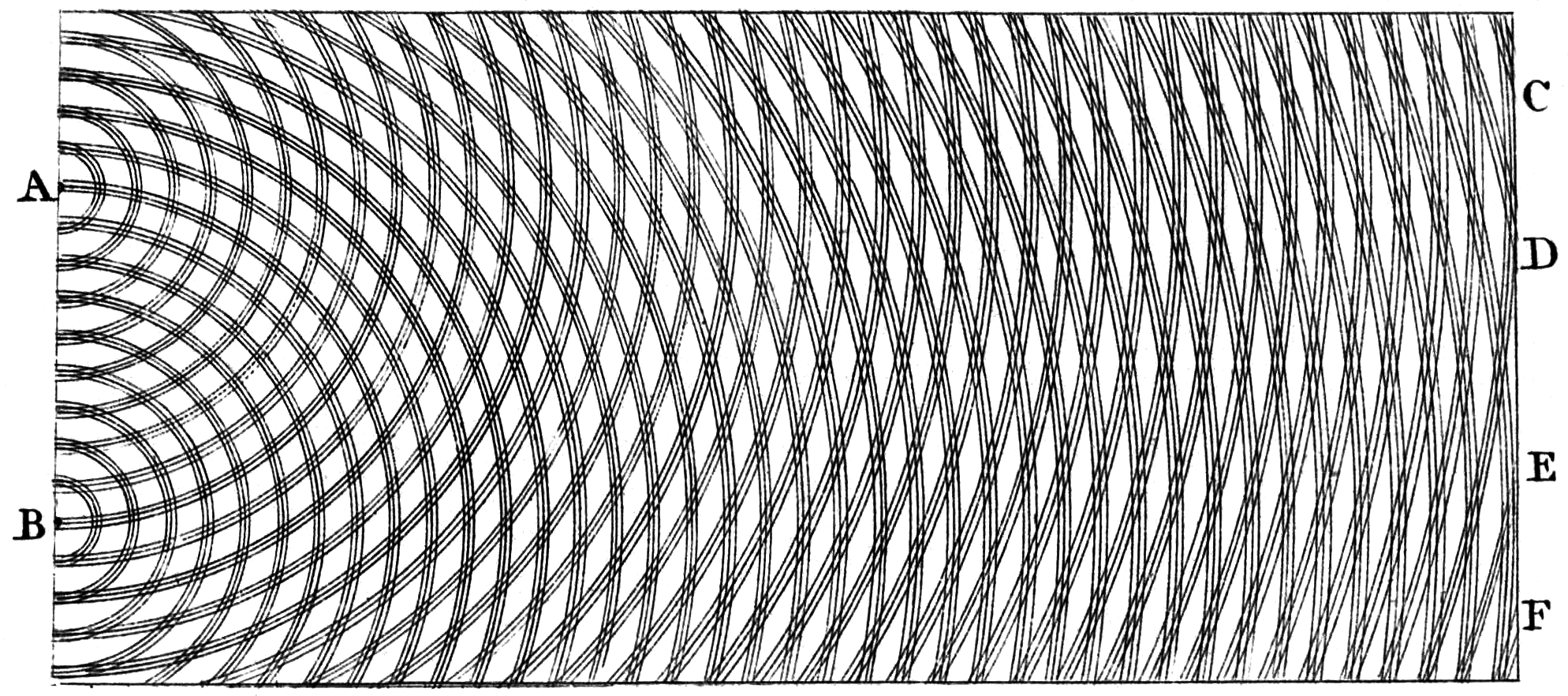
1805年に行われたトーマス・ヤングの二重スリット実験は、光は波として振る舞うことを示し、初期の光の粒子説を打破した。

古代・中世を通して光は哲学者や自然を研究する学者にとって関心の的であった。光の本性についての研究は、大きく「光の波動説」と「光の粒子説」の二つが存在しておりそれぞれ歴史的に対立をしていた。
ニュートン力学を完成させたアイザック・ニュートンなどは粒子説に基づくモデルを提案していたことから、18世紀までは光の粒子説が優勢に立っていた。ところが、19世紀初頭、トーマス・ヤングとオーギュスタン・ジャン・フレネルが光の干渉と回折を明確に示したことから、19世紀中頃には光の波動説が優勢に立つこととなった。さらに、1865年には、ジェームズ・クラーク・マクスウェルは光は電磁波の一種であると予測し、それを1888年にハインリヒ・ヘルツが実験的に確かめたことから、光の本性としての光の波動説は確定されたかのようにみなされた。

1900年、光を電磁波の振動と考えるマクスウェルの光のモデルの理論は完成したように見えた。しかし、波のモデルでは説明できないいくつかの現象が観測され、光エネルギーを量子化することによる説明に繋がった。レーザー実験は、これらの光量子が運動量も運び、粒子としても考えられることを示した。これにより「光子」という概念が生まれ、電磁場自体の理解に繋がった。

ところが、19世紀末ごろになると、黒体輻射のエネルギー分布式を理論的に求めるにあたって、光の波動説を代表するマックスウェル方程式などでは説明しきれないことが問題となり始めた。
1900年、マックス・プランクは黒体輻射のエネルギー分布式の問題点を解決するにあたって、物質が放出または吸収するエネルギーは連続量とするのではなく振動数 ν に比例した有限の大きさ E =hν をもつ塊と考えるとうまく実験結果と合うと発表し、この最小エネルギー単位をエネルギー要素（energy element）と呼んだ。これはあくまで光の波動説に立ったもので、あくまで物質的な制約だと考えられた。
1905年、アルベルト・アインシュタインは、電磁波が広がる際のエネルギー配分は空間的に連続的に行われないと主張し、そのエネルギー量子の大きさはその振動数に比例すると仮定すると、（外部）光電効果などをうまく説明することができることを示した。アインシュタインはこれを光量子（light quantum）と呼び、さらにプランクが導入した仮説を光量子仮説と名付けた。
{\displaystyle \epsilon =h\nu } （h : プランク定数、 ν : 光の振動数、 ε : 振動数 ν の光の中の光量子のエネルギー）
1908年、アメリカの物理化学者のギルバート・ニュートン・ルイスは、アインシュタインの1905年に発表した特殊相対性理論の論文を参照してはいるものの特殊相対性原理を無視して、代わりに光量子仮説とも異なる完全な光の粒子説（光の粒子が光速で運動するとき、エネルギー、質量そして運動量をもつ）を前提とし、物体の質量はその速度に依存するという公理を持つ非ニュートン力学の体系を発表した（ルイスの非ニュートン力学）。この体系によれば、静止質量(rest mass)と呼ばれる質量概念を定義した上で、光の粒子はもし光速よりもわずかに遅くなったとするとその質量は０になると結論した。
{\displaystyle m_{rest}=0} （mrest : 光の粒子の静止質量）
1909年、アインシュタインは光の波動説の前提であるエーテル概念を放棄の上、光の波動説と光の粒子説を融合させることが必要であると主張した。
1916年、アインシュタインは輻射による吸収や放出の際には運動量の付与も起こると述べ、光量子仮説に実質的な変更が加えられた（光量子仮説はエネルギーに関するもので、1909年の論文でわずかに触れてはいたものの、運動量については何も述べていなかった）。
1918年頃から現在コンプトン効果と呼ばれる現象に、古典的な理論で説明を与えることに取り組んでいたアーサー・コンプトンは、1922年に至って古典的理論ではこの現象は説明できないと結論し、光量子仮説とルイスらの理論を組み合わせるようにX線はエネルギー hν、運動量 hν/c をもつ粒子とみなした上で、「光の粒子と自由電子が弾性衝突する」というモデルでコンプトン効果を説明し、このときのアインシュタインの光量子仮説の正当性を立証する形で1923年春に最終的な報告を提出した。この影響を受けるような形で、1922年11月に、光電効果の法則の発見によって、変則的に一年遡って1921年分のノーベル物理学賞がアインシュタインに与えられることが決定した。
{\displaystyle p={\frac {\epsilon }{c}}={\frac {h\nu }{c}}} （ν : 光の振動数、 p : 振動数 ν の光の中の光量子の運動量）
1926年、もともと光の粒子は運動量を持つということを主張していたギルバート・ルイスは、ギリシア語で「光」を意味するφῶςを由来にこの光の粒子をphoton（フォトン、光子）と名付けた。翌1927年10月には、コンプトンの提案で開催された第５回ソルベー会議では主題が"Electrons et photons (電子と光子)"と、早速 "photon" の用語が取り入れられることとなった。同年1927年にはアーサー・コンプトンがコンプトン効果の研究でノーベル物理学賞を受賞すると、多くの科学者が光の量子化の正当性を受け入れ、光量子を表すルイスのphotonという用語を受け入れた。
量子論では、光子はボース粒子であり、標準模型ではさらにゲージ粒子に分類されている。電荷、質量、スピン角運動量等の光子に固有の性質はゲージ理論から決定される。光子の概念は、レーザー、ボーズ・アインシュタイン凝縮、量子場理論、量子力学の確率振幅等、実験物理学及び理論物理学に重大な進歩をもたらし、光化学、2光子励起顕微鏡、蛍光共鳴エネルギー移動等といった応用がある。また、光コンピューティングや、量子コンピュータの提案のうちのいくつかは光子を利用する。
湯川秀樹は、この電磁気力の媒介粒子としての光子のモデルを根拠に、原子の安定性をもたらす原子核を構成する力（核力）の媒介粒子として中間子と呼ばれる粒子が存在する、という理論を1935年（昭和10年）に提出した（中間子論）。これは現代の素粒子論の契機となった。
その他全ての素粒子と同様に、現在のところ光子は量子力学で最も良く説明され、粒子と波動の二重性を示す。例えば、一つの光子はレンズで屈折し、また自身と干渉するが、位置が明確に測定できる等、粒子としての振舞いも見せる。

## 初期の反対論

1923年まで、ほとんどの物理学者は光自体が量子化されるという考え方を受け入れなかった。その代わり、彼らは光子の振舞いを、ここに示した水素原子のボーア模型のように物質のみの量子化で説明しようとした。このような半古典的モデルは一次近似であったが、量子力学に繋がった。

アインシュタインの1905年の予測は、ロバート・ミリカンのノーベル・レクチャーでも詳しく語られたように、20世紀の最初の20年間で様々な実験によって実証された。しかし、1922年にコンプトンの実験で光子が波数に比例した角運動量を運ぶことが示されるまでは、ほとんどの物理学者は電磁放射自体が粒子であることを信じられなかった（例えば、ヴィルヘルム・ヴィーン、マックス・プランク、ミリカンのノーベルレクチャー）。その代わり、エネルギーの量子化は物質の未知の制約に由来するという考えが広く信じられた。しかし、量子化を光自身に帰さなければ解釈の難しいコンプトン効果の実験等で、徐々に態度が変わっていった。
コンプトンの実験の後でも、ニールス・ボーア、ヘンリク・アンソニー・クラマース、ジョン・クラーク・スレイターらは、マクスウェルの連続電磁場モデル、いわゆるBKSモデルを最後まで守り続けた。当時得られていたデータを説明するため、2つの過激な仮説が作り出された。
1. エネルギーと運動量は、物質と放射の相互作用で平均でしか保存されず、吸収や放出のような本質的な過程では保存されない。
2. 因果律を放棄する。

しかし、改良されたコンプトン効果の実験で、エネルギー-運動量は非常に良く保存されることが示され、またコンプトン散乱における電子の振動と新しい光子の生成は、10ピコ秒以内で因果律に従った。その結果、ボーアらは彼らのモデルに「できるだけ立派な葬式」を挙げることにした。BKSモデルは頓挫したものの、ヴェルナー・ハイゼンベルクに行列力学の着想を与えることとなった。
それでも少数の物理学者は、電磁放射を量子化せず、物質のみが量子力学の法則に従うという半古典的モデルを発展させることに固執した。1970年代には化学実験や物理実験から光子の存在の証拠が圧倒的になるものの、光と物質の相互作用に依っていたために、完全に決定的なものとは見なされなかった。1970年代から1980年代には、全ての半古典的理論が決定的に否定され、量子化は光自体の性質だとするアインシュタインの仮説は証明されたとみなされた。